# (523712) 2014 JS80
(523712) 2014 JS80 est un transneptunien partie des twotinos de magnitude absolue 5,7. 
Son diamètre est estimé à 300 km, ce qui pourrait le qualifier comme candidat au statut de planète naine.